# Rapanea rhododendroides
Espèce
Classification phylogénétique
Rapanea rhododendroides est une espèce de plantes de la famille des Myrsinaceae.
C'est une espèce africaine. On la trouve notamment en Tanzanie et au Kenya.
Elle est appelée Mugaita en langue Kikuyu. Cependant d'autres espèces peuvent aussi prendre ce nom.

## Synonyme
- Myrsine rhododendroides Gilg